# Nombre botánico descriptivo
Un nombre botánico descriptivo: Artículo 16 de las reglas de la ICBN es un nombre por encima del ranking de familia, y que sea tanto descriptivo o formal de un nombre de una familia incluyente. Los últimos llevan a nombres tales como Magnoliophyta y Magnoliopsida.
Los nombres botánicos descriptivos están decreciendo en importancia pero muchos siguen en uso, como Plantae, Algae, Musci, Fungi, Embryophyta, Tracheophyta, Spermatophyta, Gymnospermae, Coniferae, Coniferales, Angiospermae, Monocotiledóneas, Dicotiledóneas. Tales nombres descriptivos tienen una muy larga historia, aún precediendo a Linnaeus. Como el idioma latín era el lenguaje científico universal an aquellos días, mantienen un buen latín, y usuallmente toman la forma de sustantivos en el plural. 

## Al rank de familia
El Artículo 18 de la ICBN permite un nombre descriptivo, de mucho uso, para las siguientes ocho familias. Para cada una de esas familias también existe un nombre basado en el término de un género incluido (el nombre alternativo que también es permitido, va en paréntesis) : 
| familia Compositae = "compuestas" familia Cruciferae = "crucíferas" familia Gramineae = "pastos" family Guttiferae = "latíferas" familia Labiatae = "labiadas" familia Leguminosae = "leguminosas" familia Palmae = "palmeras" familia Umbelliferae = "umbelíferas" - | (Asteraceae) (Brassicaceae) (Poaceae) (Clusiaceae) (Lamiaceae) (Fabaceae) (Arecaceae) (Apiaceae) |

Especial cuidado se ha puesto para describir las subunidades en Leguminosae. Si hubiera sido adoptado más universalmente, hubiera ayudado a evitar la confusión atendiendo al nombre Fabaceae (que puede hacer referencia a al menos dos familias, bien diferentes en tamaño). Esa subunidad tiene dos nombres especiales (en ambos, aquí los ranks relevantes):
| familia Papilionaceae = "amariposadas" - - subfamilia Papilionoideae | (Fabaceae) (Faboideae) |

- Datos: Q3561553